# Dzsigoló
A dzsigoló (gigolo e. ˈ dʒ ɪ ɡ ə ˌ l oʊ ' ), vagy magyarul selyemfiú olyan férfi kísérő (escort) vagy társasági kísérő, akit egy tartós kapcsolatban álló (többnyire női) személy támogat, s aki gyakran lakik kitartója lakóhelyén, vagy hívásra elérhetőnek kell lennie.

## Leírása
A dzsigoló kifejezés általában azt a férfit jelenti, aki olyan életstílust vesz fel, amely számos ilyen kapcsolatból áll, ahelyett, hogy más munkát végezne.
A dzsigolótól azt várják, hogy társaságot nyújtson, jó modorú és szociális készségekkel rendelkező felelős kísérőként szolgáljon a nő igénye szerint anyagi támogatásért cserébe. Sok ajándékot, például drága ruhát és a munkájához szükséges autót ajándékozhatnak neki. A kapcsolat magában foglalhat szexuális szolgáltatásokat is, és „kitartott férfinak” is nevezhető. Egyik formája a parkett-táncos aki szórakozóhelyen, mulatóban megszabott díjazásért a női vendégeket táncoltatja.
A gigolo szót az 1920-as években neologizmusként használták először angolul, a 'gigolette' szó elvonásával, amely a táncpartnernek felvett nő francia elnevezése. Mind a gigolót, mind a gigolettet először a 19. század közepén rögzítették franciául, utalva a montmartre-i táncklub lakóira, akiket azért fizettek, hogy kísérő nélküli férfi látogatókkal táncoljanak, és néha szexeljenek is velük. A 19. század második felében, különösen Párizsban, a Pranzini-esetként ismert botrányos gyilkossági ügy után, a gigolo kifejezés az egzotikus, idegen férfi konnotációját öltötte magára, akinek társaságát és vonzalmát a jómódú francia nők megvásárolhatták.

## A populáris kultúrában

### Filmek
- Gigolo (1926) – amerikai néma romantikus dráma, producer: Cecil B. DeMille
- Just a Gigolo (1931) – Jack Conway által rendezett amerikai romantikus vígjáték, William Haines, Irene Purcell, C. Aubrey Smith és Ray Milland főszereplésével
- Eladó esték (1932) – amerikai romantikus vígjáték, Herbert Marshall, Sari Maritza, Charlie Ruggles és Mary Boland főszereplésével
- Tartsa vissza a hajnalt (1941) – amerikai dráma Charles Boyerrel és Olivia de Havillanddal a főszerepben
- Sunset Boulevard (1950) – Amerikai film noir, Billy Wilder társírója és rendezője, William Holden és Gloria Swanson főszereplésével.
- A Gigolo (1960) – francia romantikus dráma, írta és rendezte: Jacques Deray. Lazán Jacques Robert Le Gigolo című regényén alapul.
- Reggeli a Tiffanynál (1961) – amerikai romantikus vígjáték Audrey Hepburn és George Peppard főszereplésével
- Dzsigoló(wd) (Just a Gigolo) (1978) – nyugatnémet film, David Hemmings rendezésében, David Bowie főszereplésével
- Amerikai dzsigoló (1980) – Paul Schrader által írt és rendezett amerikai romantikus krimi, Richard Gere, Lauren Hutton és Hector Elizondo főszereplésével.
- Galactic Gigolo (1987) – amerikai sci-fi vígjáték, Gorman Bechard rendezésében
- Tök alsó (1999) – amerikai szexvígjáték Rob Schneider főszereplésével, majd a 2005-ös folytatás, a Tök alsó 2. – Európai turné
- Mrs. római tavasza Kő (2003) – Amerikai televíziós film remake-je az 1961-es azonos című filmből. A Robert Allan Ackerman rendezte, a főszereplők Helen Mirren és Brian Dennehy
- A Gigolos (2005) brit vígjáték, Richard Bracewell rendezésében, Sacha Tarter, Ben Willbond és Susannah York főszereplésével.
- A francia gigolo (2008) – Josiane Balasko rendezte francia drámafilm, Nathalie Baye főszereplésével. Josiane Balasko "Cliente" című regénye alapján készült
- Spread (2009) – David Mackenzie által rendezett amerikai szexvígjáték, Ashton Kutcher és Anne Heche főszereplésével. LA Gigolo néven is megjelent
- Fading Gigolo (2013) – Amerikai vígjáték, amelyet John Turturro rendezett, írt és főszerepben, Woody Allen, Sharon Stone és Sofía Vergara közreműködésével.
- A Gigolo (kínaiul: 鴨王) (2015) – Au Cheuk-man rendezte és írta hongkongi erotikus dráma, Dominic Ho és Candy Yuen főszereplésével, majd a 2016-os The Gigolo 2 folytatása (kínai: 鴨王2)

### Zene
- "I'm a Gigolo" – Cole Porter 1929-es Broadway-show dallama, amelyet a Wake Up and Dream című revühöz írt.
- "Just a Gigolo" – Irving Caesar adaptálta 1929-ben a "Schöner Gigolo, armer Gigolo" című osztrák tangóból; vegyesen párosítva Louis Prima "I Ain't Got Nobody" című művével 1956-ban
- "The Gigolo" – Lee Morgan jazztrombitás 1966-os albuma
- „Gigolo Aunt” – Syd Barrett dala 1970-ben
- "Gigolo" – Mary Wells 1981-es táncos kislemeze
- "Gigolos Get Lonely Too p" – 1983-as The Time dal
- "Gigolo" – a The Damned 1987-es kislemeze
- "Gigolo" – Liz Phair 1991-es dala, amelyet később újra rögzítettek "Can't Get Out of What I'm Into" néven
- „ Gigolo ” – Élena Paparízu görög énekesnő 2006-os dala

### Tévésorozatok
- Just a Gigolo (1993) – brit sitcom Tony Slattery főszereplésével
- Absolutely Fabulous, "Sex" TV-epizód (1995) – brit sitcom Jennifer Saunders és Joanna Lumley főszereplésével
- Gigolos (2011 – 2016) – amerikai valóságshow- sorozat öt férfi escort életéről Las Vegasban

### Regények
- Tartsd vissza a hajnalt (1940), Ketti Frings
- Mrs. Stone római tavasza (1950), Tennessee Williams
- Reggeli a Tiffanynál (1958), Truman Capote
- Le Gigolo (1959), Jacques Robert
- Cliente (2004), Josiane Balasko

## Kapcsolódó szócikk
- Prostitúció

## További irodalom
- Chang. „Secrets of Gigolos: Why More Women Say They Are Willing to Pay for Sex”, ABC News Internet Ventures, 2012. február 16. (Hozzáférés: 2014. október 19.)

## Fordítás
Ez a szócikk részben vagy egészben  a   gigolo című angol Wikipédia-szócikk fordításán alapul.  Az eredeti cikk szerkesztőit annak laptörténete sorolja fel. Ez a jelzés csupán a megfogalmazás eredetét és a szerzői jogokat jelzi, nem szolgál a cikkben szereplő információk forrásmegjelöléseként.